# 인도네시아어
인도네시아어(로마자: Bahasa Indonesia, 자위: بهاس إندونيسيا), 통칭 인니어(印尼語)는 인도네시아의 공용어로 지정된 말레이어의 한 표준 형태이다.
이 지역의 교역어로 널리 쓰이던 말레이어를 표준화하여 국가의 공용어로 지정한 것이기 때문에 말레이시아의 표준 말레이시아어와 아주 유사하여 서로 의사소통이 가능할 뿐만 아니라 정서법도 공통적으로 사용하고 있다. 또 말레이시아어와 마찬가지로 라틴 문자를 사용한다(때로는 자위 문자도 사용된다). 형태론적으로는 한국어, 일본어 등과 유사한 교착어에 해당하며, 계통론적으로 오스트로네시아어족에 속한다. 사용 인구가 5백만 이상으로 많은 인도네시아어의 다른 말레이폴리네시아어파 언어 중에서는 미낭카바우어와 계통상 가까운 편이다. 마다가스카르의 공용어인 마다가스카르어나 마오리어, 하와이어, 타갈로그어도 이 언어와 같은 오스트로네시아어족에 속하는 언어이다.

## 역사
기술한 바와 같이, 원래 인도네시아어는 말라카 해협 주변에서 사용되던 교역 목적의 언어였다(해협 말레이어). 말레이어는 다른 말레이폴리네시아어파 언어들에 비해 익히기 쉬웠기 때문에 네덜란드 식민 지배층은 20세기 초부터 인도네시아어를 현지에서 통용되는 언어로 만들고자 기획하여 이 언어의 보급에 힘썼다. 이런 상황에서 말레이어(인도네시아어)가 인도네시아 민족의 민족 언어로서 수용된 경위에는 네덜란드로부터의 독립을 요구한 민족주의 운동기에 1928년 10월 27일부터 28일까지 개최된 제2회 인도네시아 청년 회의의 청년의 맹세가 하나의 민족, 하나의 조국과 더불어 하나의 언어인 인도네시아어를 선언한 것이 중요한 계기가 되었다.

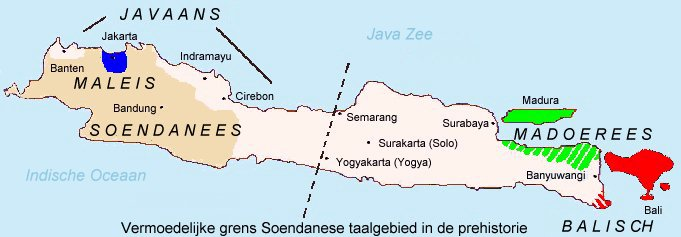
자와섬의 언어 분포도. 흰색이 자와어 사용지역이며, 서쪽에 순다어, 동쪽에 마두라어를 사용하는 지역이 있다.

민족주의 운동 초기에는 당시 네덜란드령 동인도 지역에서 가장 많은 인구를 가진 자와족의 언어, 즉 자와어를 국어로 하자는 운동도 있었지만, 이 청년의 맹세로 인해 그러한 자와 우선주의는 거부되었다. 그 후로 인도네시아어를 사용한 언론, 출판 활동, 민족주의 운동 등을 통해 인도네시아어는 민족 언어로서의 지위를 확립해 나가게 되었다.
인도네시아가 독립한 후 인도네시아어는 국어로 정비되었으며, 국어 교육이 초등학교 과정에 도입되고 관청에서의 용어도 인도네시아어로 통일되었다. 또 출판, 방송, 미디어 등에서의 인도네시아어 사용도 이 언어의 보급에 큰 역할을 하였다. 이러한 내력을 통해, 원래 인도네시아어를 사용할 수 있는 인구는 적었지만, 네덜란드 식민기, 민족주의 운동기, 독립 후의 과정을 거쳐 서서히 많아졌음을 알 수 있다.
그러나 인도네시아어라는 공용어에 대한 지방어의 지위도 쇠약해진 것은 결코 아니었다. 예를 들어, 자와 지방의 학교에서는 수업은 인도네시아어로 행해지지만, 학생들 간에는 자와어로 이야기한다. 이렇게 "공식적인 말"인 인도네시아어와 "자신의 말"인 지방어의 사용 구분은 학교에만 국한되지 않는다. 이것은 인도네시아인들의 생활의 모든 면에서 볼 수 있는 광경으로, 지금도 공용어와 자와어, 순다어, 마두라어, 미낭카바우어 등 수백 개의 지방어가 병존하여 인도네시아어를 가정에서 사용하는 인구는 불과 6분의 1 정도에 불과하다.
덧붙여서, 인도네시아로부터 독립한 동티모르에는 민족 언어로 테툼어가 있지만, 인도네시아 통치 시기의 인도네시아어 교육으로 인해 지금까지도 인도네시아어가 통용된다. 다만 동티모르의 공용어는 테툼어와 포르투갈어이다.

## 문자와 음성
| 문자         | A   | B    | C     | D    | E        | F        | G    | H    | I   | J     | K    | KH  | L    | M    | N    | NG  | NY  | O   | P    | Q    | R    | S    | SY  | T    | U   | V        | W    | X     | Y    | Z     |
| ------------ | --- | ---- | ----- | ---- | -------- | -------- | ---- | ---- | --- | ----- | ---- | --- | ---- | ---- | ---- | --- | --- | --- | ---- | ---- | ---- | ---- | --- | ---- | --- | -------- | ---- | ----- | ---- | ----- |
| 대응기본음운 | /a/ | /b/  | /tʃ/  | /d/  | /ə/, /e/ | /v/, /f/ | /ɡ/  | /h/  | /i/ | /dʒ/  | /k/  | /x/ | /l/  | /m/  | /n/  | /ŋ/ | /ɲ/ | /o/ | /p/  | /k/  | /r/  | /s/  | /ʃ/ | /t/  | /u/ | /f/, /v/ | /w/  |       | /j/  | /z/   |
| 문자 이름    | /a/ | /be/ | /tʃe/ | /de/ | /e/      | /ef/     | /ɡe/ | /ha/ | /i/ | /dʒe/ | /ka/ |     | /el/ | /em/ | /en/ |     |     | /o/ | /pe/ | /ki/ | /er/ | /es/ |     | /te/ | /u/ | /fe/     | /we/ | /eks/ | /je/ | /zet/ |
|              | 아  | 베   | 체    | 데   | 에       | 엡       | 게   | 하   | 이  | 제    | 카   |     | 엘   | 엠   | 엔   |     |     | 오  | 페   | 키   | 에르 | 에스 |     | 테   | 우  | 페       | 웨   | 엑스  | 예   | 젯    |

전통 시대에는 아랍 문자를 변형한 자위 문자를 사용했던 적이 있었지만, 식민 지배의 영향으로 현재는 고문서학 관련 문서 외에는 거의 항상 로마자를 사용한다. 발음 구별 기호는 거의 사용하지 않는데, 이는 인도네시아어의 알파벳 발음 규칙이 거의 1자-1음 체제이기 때문이다.

### 모음
인도네시아어의 알파벳 발음 규칙에서 이중자를 제외하면 유일한 모음 예외(자음 예외는 다음 문단에서 설명)인 'e'는 단어에 따라 '/ə/'와 '/e/'의 두 가지로 발음된다. 나머지 기본 모음은 4개이므로(a, i, o, u) 인도네시아어의 기본 모음은 총 6개이다. 이중모음은 'ai', 'au', 'oi'로 3개가 있다. 이중모음은 그대로 읽는 것이 원칙이나, 때로 이중모음 'ai'와 'au'를 '/ɛi/'(한글로 쓰면 '애이'에 가깝다)와 '/ɔ/'(단순한 '/o/'보다 개구도가 높다)로 발음하는 경우가 있으므로 인도네시아어의 기본 모음음의 수는 6개에서 8개라고 할 수 있다.

### 자음
기본 자음음의 총 수는 23개인데, 말레이어 고유의 음은 이 중 19개이다. 그리고 기본 자음 'p', 't', 'k'는 무기음(한글에서 'ㅃ', 'ㄸ', 'ㄲ'에 가깝다)이다. 자음 중 'f', 'q', 'x', 'v', 'z'의 다섯 글자는 거의 외래어에만 사용한다. 특히 'q'와 'z'는 주로 아랍어에서 차용된 단어에 쓰이고, 'v'는 네덜란드어에서 차용된 단어에 쓰인다. 두 글자로 표현되는 자음은 'kh', 'ng', 'ny', 'sy'의 네 개가 있는데, 'ng'은 영어에서와 달리 철저히 독립적인 하나의 자음으로 쓰이며(Nga(/ŋa/) - Ngga(/ŋga/)) 음절 처음에도 올 수 있고, 'sy'는 주로 아랍어 차용어에서 쓰인다. 위치에 따라 소리값이 변하는 자음들도 있다. 대표적으로 'b'는 차용어의 어말에 놓이면 /p/와 같이 바뀐다. 또, 'k'는 'bapak(아버지)' 와 같은 단어에서 이 알파벳이 음절 끝에 놓일 때 성문 파열음으로 실현되기도 한다. 특정한 위치에만 나타나는 자음도 있는데, /b/, /tʃ/, /d/, /g/, /ʃ/, /ɲ/는 음절 처음에서만 나타난다.
마찰 순치음 /f/는 기술했듯 대체로 외래어에서만 쓰이는데, 인도네시아인들이 대부분 이 자음을 잘 발음하지 못해 많은 경우 /p/로 발음된다. 심지어 발음 구별 기호상 'f'를 'p'로 쓰는 경우도 있다. 강세는 대체로 단어 끝에서 두 번째 음절에 받지만, 상황에 따라 억양은 상당히 다양하며 강조하고 싶은 단어에 강세를 주어 말한다.
음절의 구성은 다음과 같은 총 아홉 가지 형태가 가능하다.(C는 자음, V는 모음)
1. V
2. VC
3. CV
4. CVC
5. CCV
6. CCVC
7. CVCC
8. CCCV
9. CCCVC

이상에서 1, 2, 3, 4의 형식이 가장 빈번하게 사용되며, 인도네시아어 음절 형식의 기본이 된다.

### 철자법의 변천
인도네시아에서 말레이어를 표기하기 위한 최초의 라틴 문자 철자법은 네덜란드 식민 정부에서 지정한 것을 개정한 수완디(Soewandi)였다. 그 때문에 당시의 철자법은 네덜란드어의 영향을 많이 받았다. 그러나 말레이시아는 이와는 달리 영국식 철자법인 자아바(Za'aba)를 사용하였기 때문에 양국 간의 불편함을 유발하였다. 때문에 독립 후 양국 간 조율을 거쳐 1972년에 말레이어를 표기하기 위한 수정 철자법(EYD; Ejaan Yang Disempurnakan)이 합의되어 오늘날에 이르고 있다. 이하에서 구 철자법(네덜란드식 표기법)과 신 철자법(현대 인도네시아어 철자법) 간의 차이를 알 수 있다. 일부 인명 등이나 철자법 개정 이전의 문서, 특히 공문서나 문예지 등에서는 구 철자법을 쓰므로 이를 제대로 읽기 위해서는 구 철자법을 알아야 한다.
| 구 철자법 | 신 철자법 | 발음기호 |
| --------- | --------- | -------- |
| oe        | u         | < u >    |
| tj        | c         | < tʃ >   |
| dj        | j         | < dʒ >   |
| j         | y         | < j >    |
| nj        | ny        | < ɲ >    |
| sj        | sy        | < ʃ >    |
| ch        | kh        | < x >    |

참고로 oe는 1947년에 u로 바뀌었다.
현재도 구 철자법은 종종 사용되며, 이 때문에 전 대통령 Sukarno를 Soekarno라고 표기하는 경우도 있다. 지명인 Yogyakarta를 Jogjakarta라고 표기하는 경우도 있다.

## 사용 국가
- 인도네시아 (국가 공용어.)
- 말레이시아 (일부가 사용.)
- 브루나이 (일부가 사용.)
- 동티모르 (공용어는 아니지만, 구사 인구가 약간 있다.)
- 미국 (인도네시아계 이주자가 일부 사용.)
- 캐나다 (인도네시아계 이주자가 일부 사용.)
- 오스트레일리아 (인도네시아계 이주자가 일부 사용.)
- 필리핀 (일부가 사용.)
- 파푸아뉴기니 (국경 지역쪽에서 일부 인도네시아계등으로 의해서 사용.)

## 계통 분류
인도네시아에서 네 가지 세력권이 넓은(500만 이상 사용) 언어인 자와어, 순다어, 마두라어, 미낭카바우어와 인도네시아어를 계통상 비교해 보면 인도네시아어는 미낭카바우어와 가장 가깝다. 인도네시아어는 말레이폴리네시아어파의 하위 분류인 핵심 말레이폴리네시아어군의 일부이며, 다시 그 하위 분류인 말레이숨바와어군의 일부이다. 자와어와는 여기서 갈라진다. 그리고 말레이어군으로 내려가는데, 순다어와 마두라어와는 여기서 갈라진다. 여기에 말레이인도네시아어와 미낭카바우어가 함께 속하게 된다. 에스놀로그에 의하면 고대에 말레이어의 원형은 수마트라 북동부 지역에서 사용되었을 것으로 추정된다.

## 어휘
인도네시아어의 어휘 목록에는 산스크리트, 아랍어, 페르시아어, 포르투갈어, 네덜란드어, 중국어 등으로부터 흡수된 외래어가 매우 많다. 뿐만 아니라 주변 오스트로네시아어족의 언어들과도 교류하면서 자와어, 순다어, 미낭카바우어, 마두라어 등으로부터 어휘를 광범위하게 받아들였다. 현대 인도네시아어에는 대략, 산스크리트에서 750개, 아랍어에서 1000개, 포르투갈어(와 스페인어, 이탈리아어)에서 125개, 네덜란드어에서 10000개 정도의 외래어가 유래한 것으로 추정된다. 인도네시아어에서 외래어는 기본적인 생활 어휘에까지 깊숙이 침투해 있는데, 이를테면 인도네시아에서 일요일을 'hari Minggu'라고 부르는 것은 포르투갈어 'domingo(도밍구)'에서 받아들인 것이며, 책을 'buku'라고 부르는 것은 네덜란드어 'boek(북)'에서 받아들인 것이다.

## 같이 보기
- 말레이인도네시아어의 한글 표기
- 말레이시아어와 인도네시아어의 차이점

## 참고 문헌
- 최신영, 《입에서 톡 인도네시아어 회화 첫걸음》, 문예림, 2009.
- 외국어학보급회, 《알기쉽게 설명한 인도네시아어 첫걸음》, 문예림, 2006.
- 안영호, 전태현, 《알기쉬운 말레이어의 세계》, 한국외국어대학교 출판부, 2000.
- 안영호, 《현대 인도네시아-한국어 사전》, 한국외국어대학교 출판부, 2004.
- 외국어연구보급회 편, 《알기쉬운 인도네시아어 입문》, 명지출판사, 1994.